# Sugar Boys FC
Der Sugar Boys FC ist ein Fußballverein, der auf den Britischen Jungferninseln in der BVIFA National Football League spielt. Der Verein ist neben Islanders FC der erfolgreichste Fußballverein der Liga.

## Geschichte
Gegründet wurde er 2003 in Spanish Town und ist Gründungsmitglied der BVIFA National Football League.
In der Saison 2012/13 gewannen sie ihren ersten Titel, den Wendol Williams Cup, indem sie im Finale den Islanders FC mit 5:0 besiegten. In der Saison 2013/14 gewann der Verein den Virgin Gorda Cup, indem er im Finale den One Love United FC besiegte, und wurde 2013/14 die erste Mannschaft, die den Wendol Williams Cup verteidigte. 2015/16 gewann der Verein erstmals die Meisterschaft und konnte dies 2021 wiederholen.

## Erfolge
- Fußballmeisterschaft der Britischen Jungferninseln (2): 2015/16, 2021
- Wendol Williams Cup (2): 2013, 2013/14
- Virgin Gorda Cup (1): 2013
- Men's Festival Cup (1): 2020
- President's Cup (3): 2017, 2018, 2022